# Benediktinerinnenkloster Châtillon-sur-Loing
Das Benediktinerinnenkloster Châtillon-sur-Loing war von 1688 bis 1792 ein Kloster der Benediktinerinnen vom Heiligsten Sakrament in Châtillon-Coligny (Erzbistum Sens) in Frankreich.

## Geschichte
Elisabeth Angélique de Montmorency, Herzogin von Châtillon und von Mecklenburg-Schwerin, betrieb ab 1675 in Châtillon-sur-Loing (heute: Châtillon-Coligny) südlich Montargis im Gâtinais die Gründung eines Frauenklosters, um ein religiöses Gegengewicht zu setzen gegen die dort zahlreichen Hugenotten. Sie wandte sich an Mechtilde de Bar, die Gründerin der Benediktinerinnen vom Heiligsten Sakrament, doch dauerte es noch dreizehn Jahre, bis das Kloster in einem zuvor von den Hugenotten genutzten Schulgebäude das Gebetsleben mit Mädchenschule aufnehmen konnte. Die ersten Nonnen kamen aus dem Pariser Kloster vom Heiligsten Sakrament in der Rue Cassette.  Als erster geistlicher Betreuer fungierte Charles-Nicolas Taffoureau de Fontaine (1655–1713), der 1798 Bischof von Alet wurde. Auf ihn folgte sein Neffe, der Gelehrte Charles-Henri Fenel (1665–1727).
Das Kloster (Priorat) verfügte über 26 Zellen, von denen nur am Anfang einige leerstanden. Bis zur Auflösung durch die Französische Revolution 1792 sind insgesamt 75 Nonnen namentlich bekannt. 1775 kam es zu einem Brand mit teilweiser Zerstörung, anschließend zu einer Krise des Konvents, die nach dem Sündenbockprinzip durch Vertreibung der stärksten Persönlichkeit gelöst wurde. Nach der Auflösung am 18. September 1792 blieben mindestens 12 Nonnen noch privat in Châtillon; die letzte (geboren 1750) starb dort 1838. Das Gebäude wurde 1902 abgerissen. Es stand an der Stelle des heutigen Rathauses von Châtillon-Coligny.

### Priorinnen
- 1689–1701: Charlotte-Benoîte de Rieux
- 1701–1718: Louise Le Bossu
- 1718–1733: Marie-Marguerite Fenel
- 1733–1736: Madeleine de Rachol († 1745)
- 1736–1768: Marie-Jeanne-Euphémie Taffoureau de Fontaine (1686–1769)
- 1768–1773: Charlotte Brillet
- 1773: Cécile-Marguerite de Lautel
- 1773–1779: Geneviève Louvion
- 1779–1782: Angélique-Victoire Sabinet
- 1782–1784: Marie-Cécile d’Olbelle
- 1784–1787: Jeanne-Laurence Villards († 1818)
- 1787–1791: Geneviève Louvion († 1806)
- 1791–1792: Marianne-Angélique Raige († 1814)